# شهرستان چوژوو
شهرستان چوژوو (به لاتین: Quzhou County) یک شهرستان‌های جمهوری خلق چین در چین است که در هاندان واقع شده‌است.
 شهرستان چوژوو ۶۶۷ کیلومتر مربع مساحت و ۴۰۰٬۰۰۰ نفر جمعیت دارد و ۴۲ متر بالاتر از سطح دریا واقع شده‌است.